# Pine Hills (Florida)
Pine Hills es un lugar designado por el censo ubicado en el condado de Orange en el estado estadounidense de Florida. En el Censo de 2010 tenía una población de 60.076 habitantes y una densidad poblacional de 1.820,4 personas por km².

## Geografía
Pine Hills se encuentra ubicado en las coordenadas 28°34′55″N 81°28′10″O / 28.58194, -81.46944. Según la Oficina del Censo de los Estados Unidos, Pine Hills tiene una superficie total de 33 km², de la cual 31.72 km² corresponden a tierra firme y (3.87%) 1.28 km² es agua.

## Demografía
Según el censo de 2010, había 60.076 personas residiendo en Pine Hills. La densidad de población era de 1.820,4 hab./km². De los 60.076 habitantes, Pine Hills estaba compuesto por el 19.61% blancos, el 67.6% eran afroamericanos, el 0.47% eran amerindios, el 3.76% eran asiáticos, el 0.08% eran isleños del Pacífico, el 5.12% eran de otras razas y el 3.36% pertenecían a dos o más razas. Del total de la población el 13.86% eran hispanos o latinos de cualquier raza.